# Berggarten

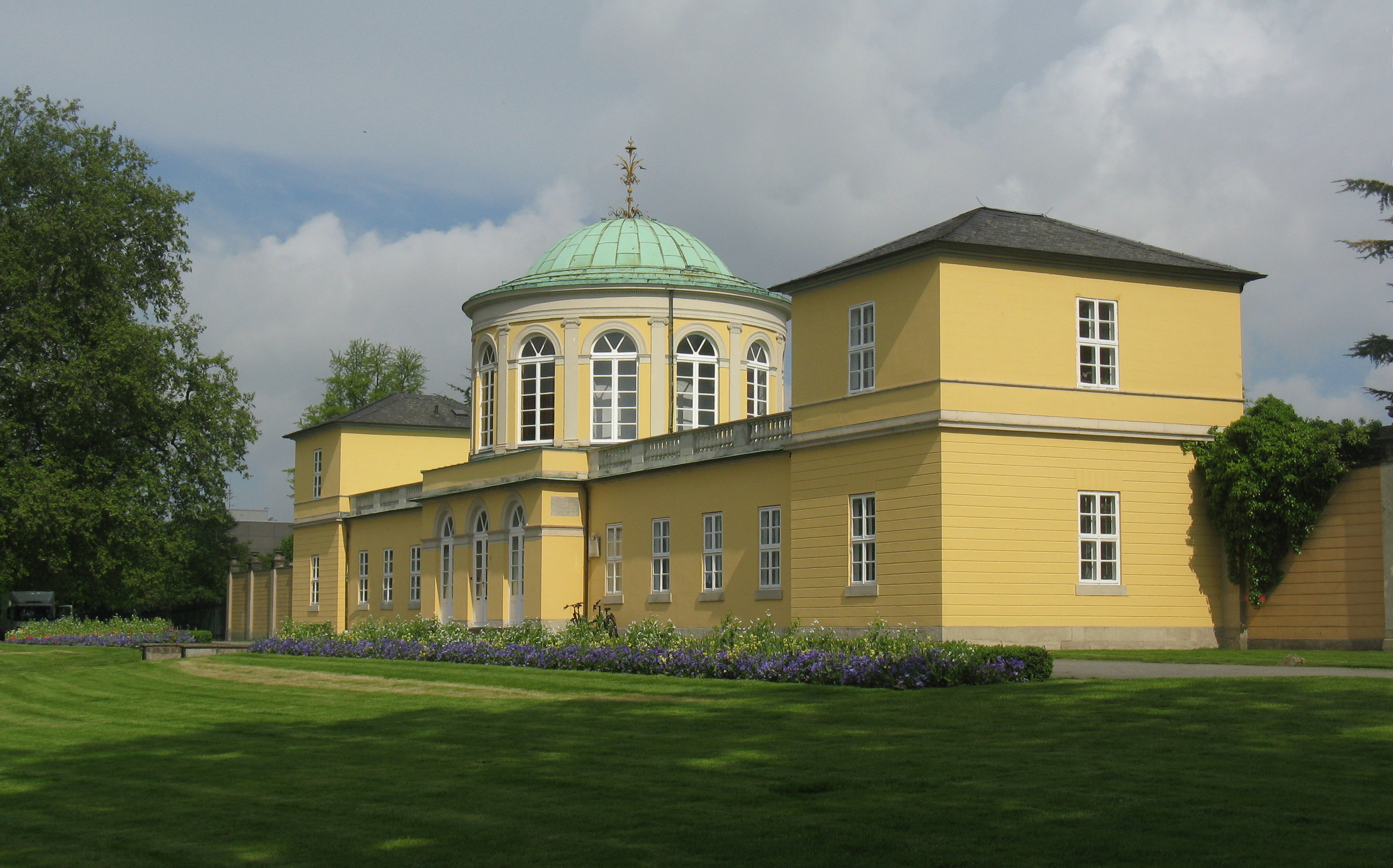
Pavillon de la bibliothèque.

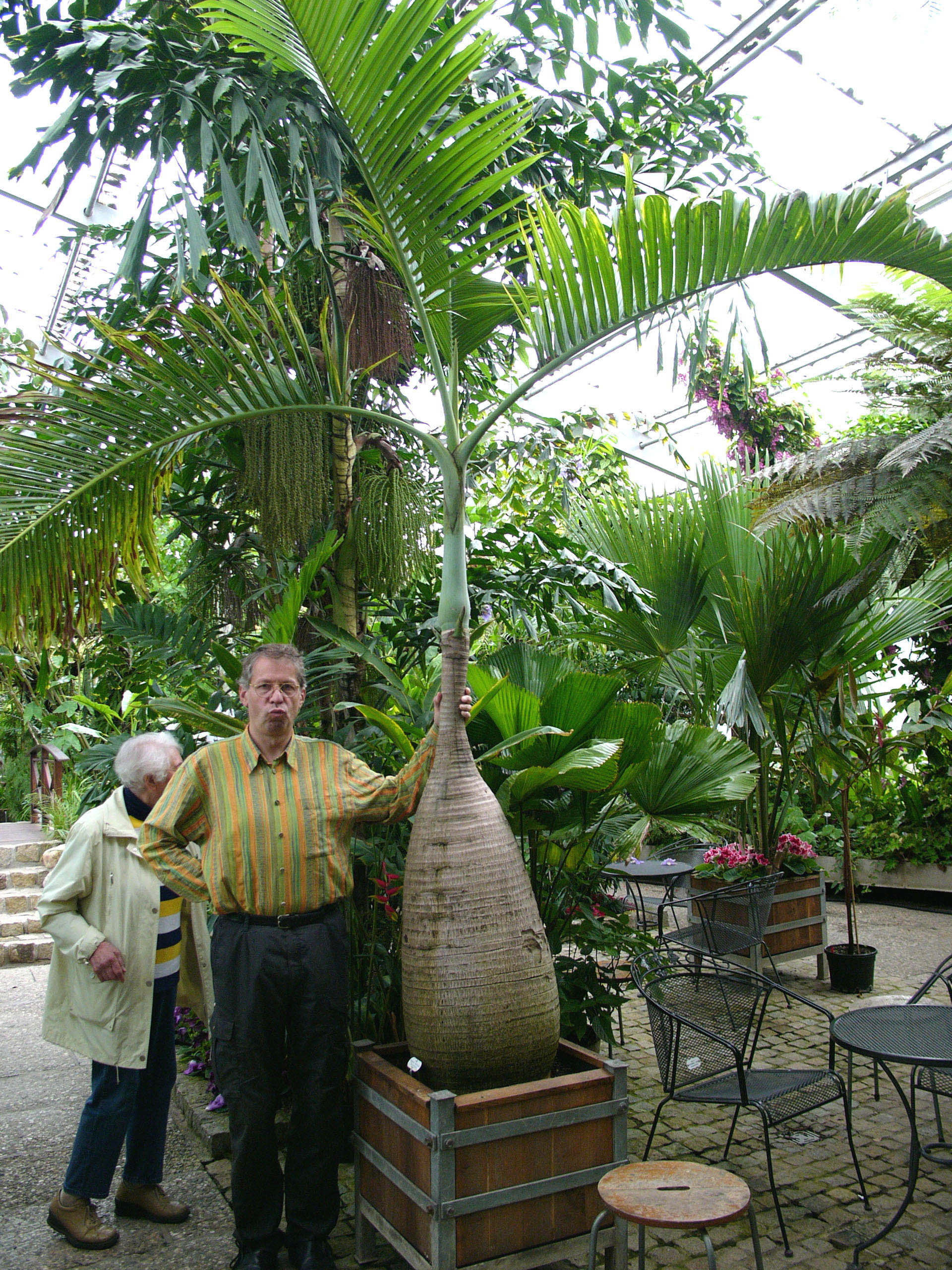
Palmier bouteille dans la salle d'exposition.

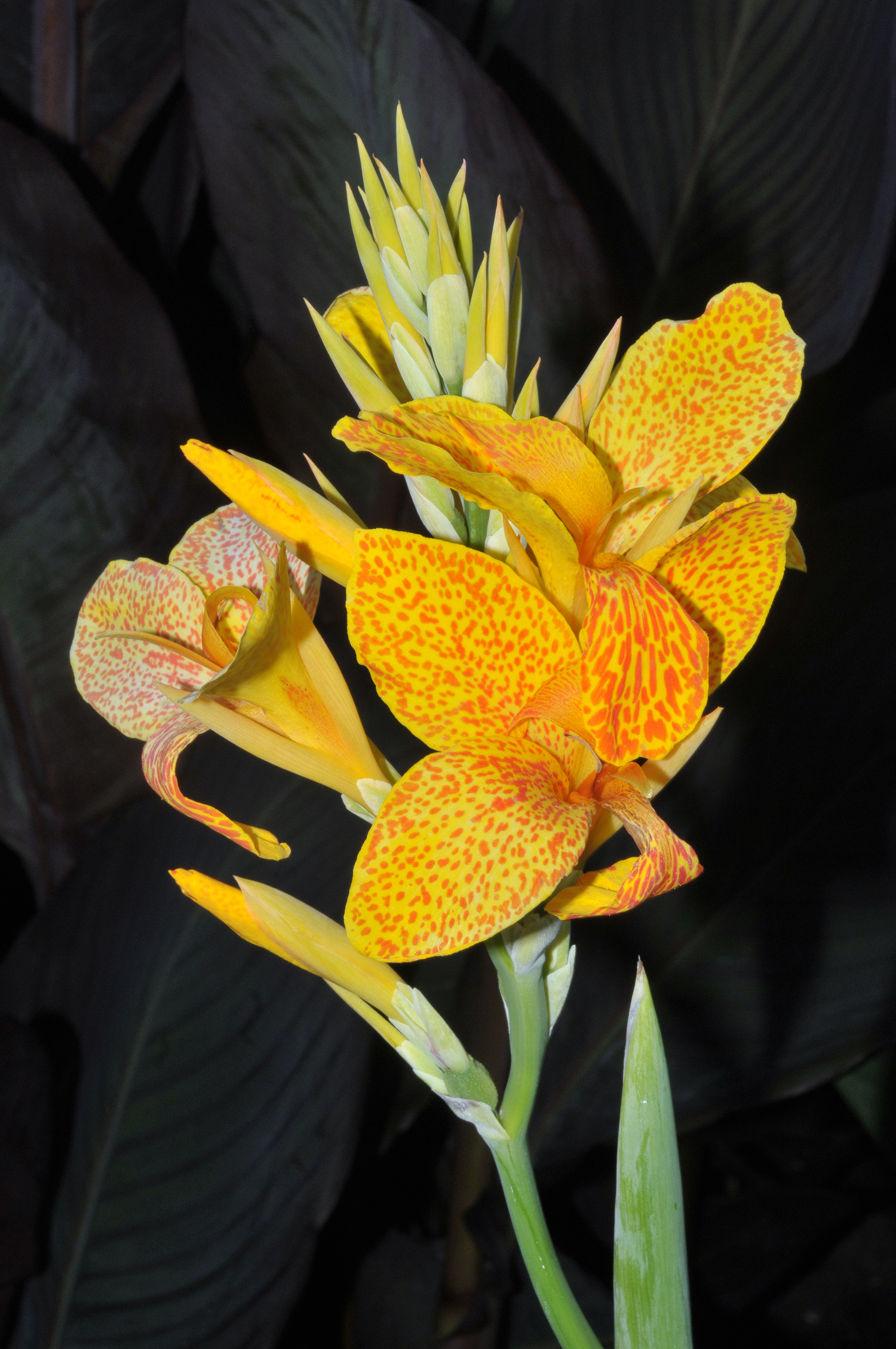
Canna L. Golden Gate

Le Berggarten est un jardin botanique situé dans le quartier de Herrenhausen à Hanovre dans le Land de Basse-Saxe en Allemagne. Au départ un potager, il est converti dès le XVIIe siècle en serre pour plantes exotiques.
En 2000, une forêt tropicale sous serre y est aménagée, puis transformée en aquarium en 2006. Il fait partie avec trois autres jardins de l'ensemble des Jardins royaux de Herrenhausen et est l'un des plus anciens jardins botaniques d'Allemagne.

## Histoire
En 1666, le jardin est aménagé sur ordre du duc Jean-Frédéric de Brunswick-Calenberg pour approvisionner les cuisines en légumes, à l'emplacement d'une dune isolée au nord du château de Herrenhäuser. 
Sophie de Hanovre transforme le jardin pour y cultiver des plantes exotiques, une serre y est construite en 1686. On y effectue diverses expériences de culture sélective : la culture du riz y est un échec, mais on réussit à y cultiver le tabac et le mûrier. Les feuilles de ce dernier servent à partir de 1706 à nourrir le bombyx du mûrier de la manufacture royale de sériciculture de Hameln. L'entreprise n'est cependant pas un succès économique.
À partir de 1750, un autre potager de la ville fournit la Cour en fruits et légumes, permettant au Berggarten de devenir exclusivement un jardin botanique.
Entre 1817 und 1820, Georg Ludwig Friedrich Laves fait édifier une maison de maître-jardinier qui deviendra la bibliothèque du Jardin au XXe siècle. En 1849 ouvre la serre aux palmiers construite par Laves, destinée à devenir quelques années plus tard la collection de palmiers la plus complète d'Europe.
Pour remplacer la serre aux Palmiers, la grande Serre (Großes Palmenhaus) est construite en 1880 : haute de 30 mètres, elle a l'aspect d'un palais de verre et d'acier, et est agrémentée de galeries et de fontaines.
L'ensemble des serres est détruit par le bombardement de Hanovre en 1944, la reconstruction du Berggarten ne se faisant que progressivement après la guerre.

## Expositions et jardins à thèmes
Le jardin présente 25 000 plantes de 11 000 variétés différentes provenant de diverses zones climatiques, dont une des plus grandes expositions permanentes d'orchidées d'Europe.

## Aquarium et forêt tropicale

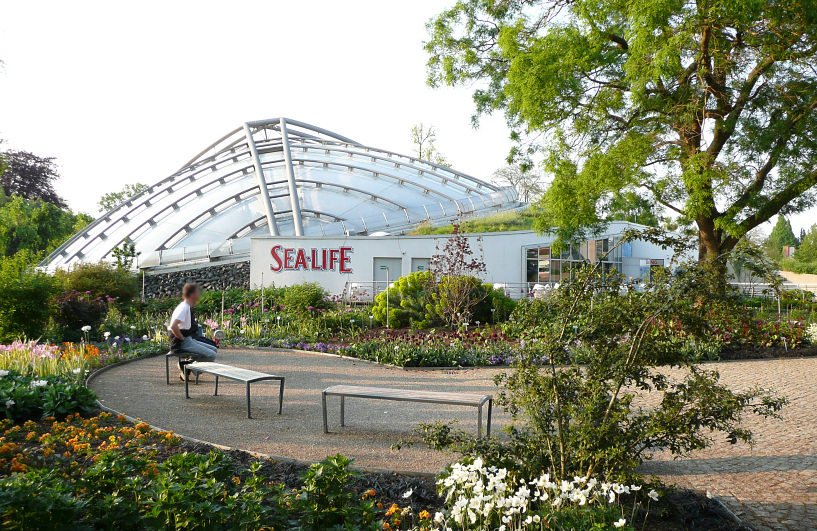
Accès à l'aquarium.

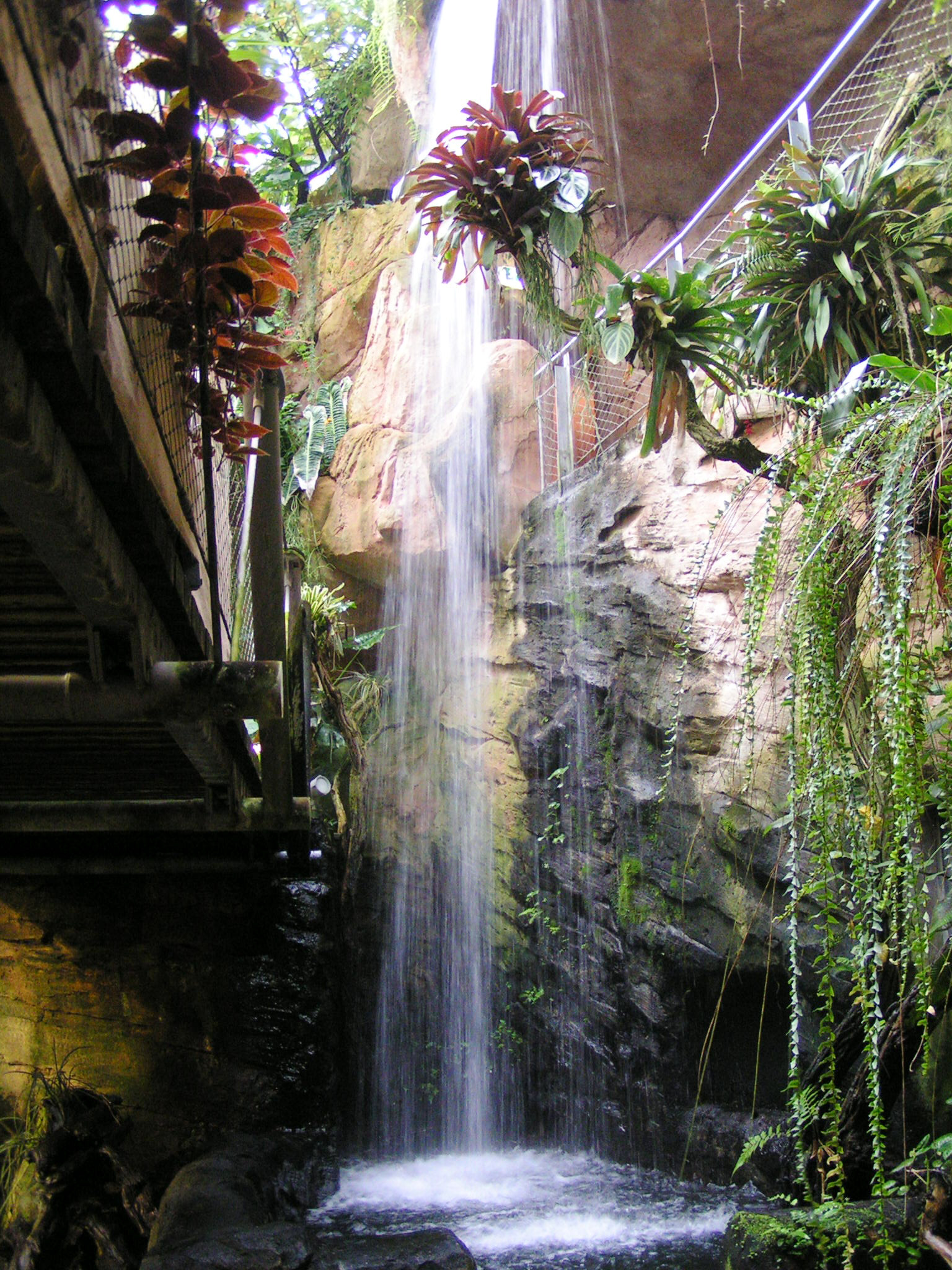
Cascade de la forêt tropicale.

En place de l'ancienne serre aux Palmiers rasée dans les années 1950, la forêt tropicale ouvre pour l'Exposition universelle de 2000. Elle héberge un milieu tropical où vivent des papillons, des grenouilles et des oiseaux. Elle est fermée en 2006 pour des raisons budgétaires.
Elle est ensuite aménagée en un aquarium appartenant à l'ensemble des Sea Life Centres, tout en y conservant la forêt tropicale. Le bassin à eaux profondes contient 300 000 litres d'eau. Un océan artificiel de quatre mètres de profondeur qui abrite des requins et des tortues est accessible aux visiteurs par un tunnel d'observation en PMMA.

## Bibliographie

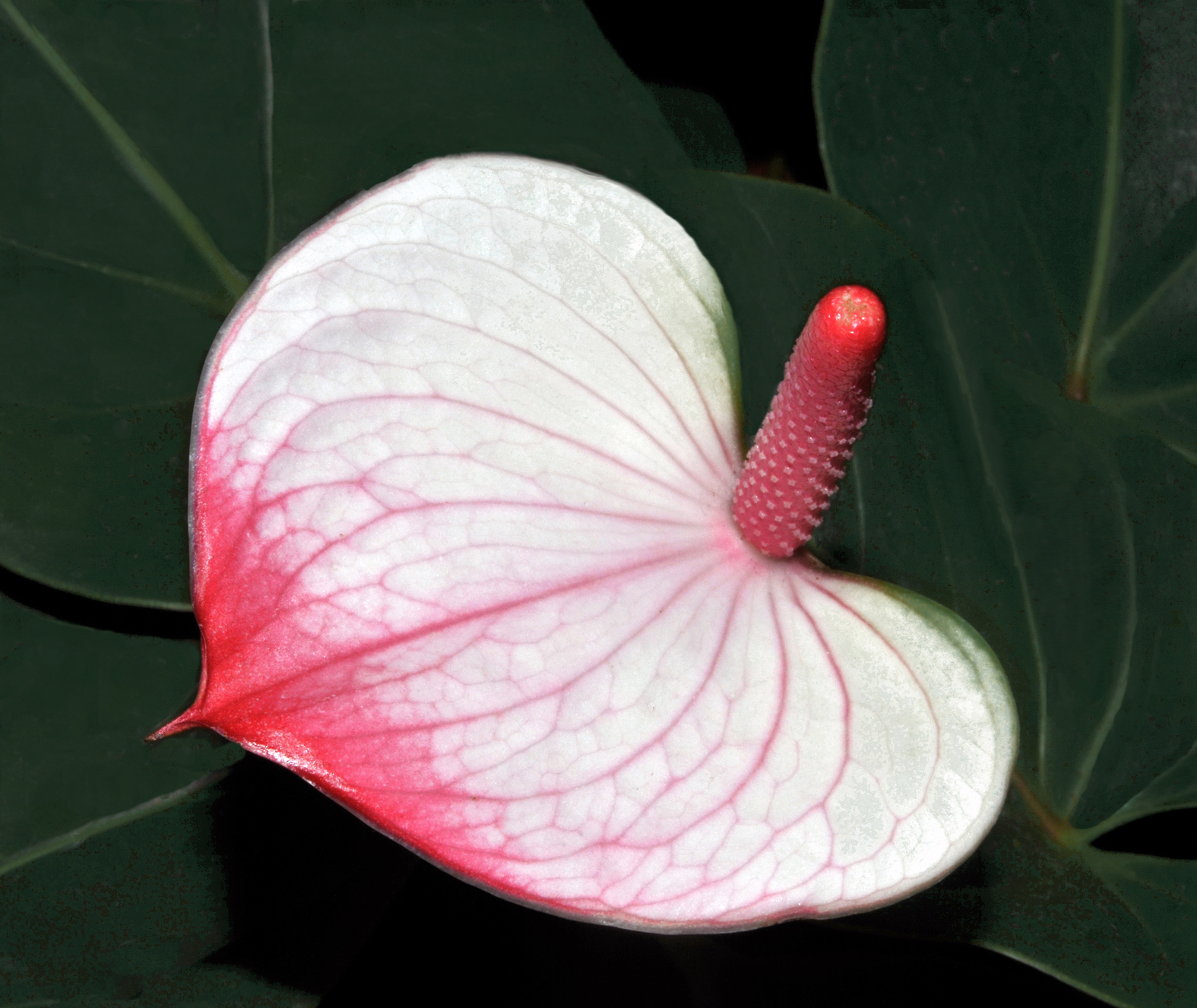
Anthurium andraeanum Princess Amalia Elegance

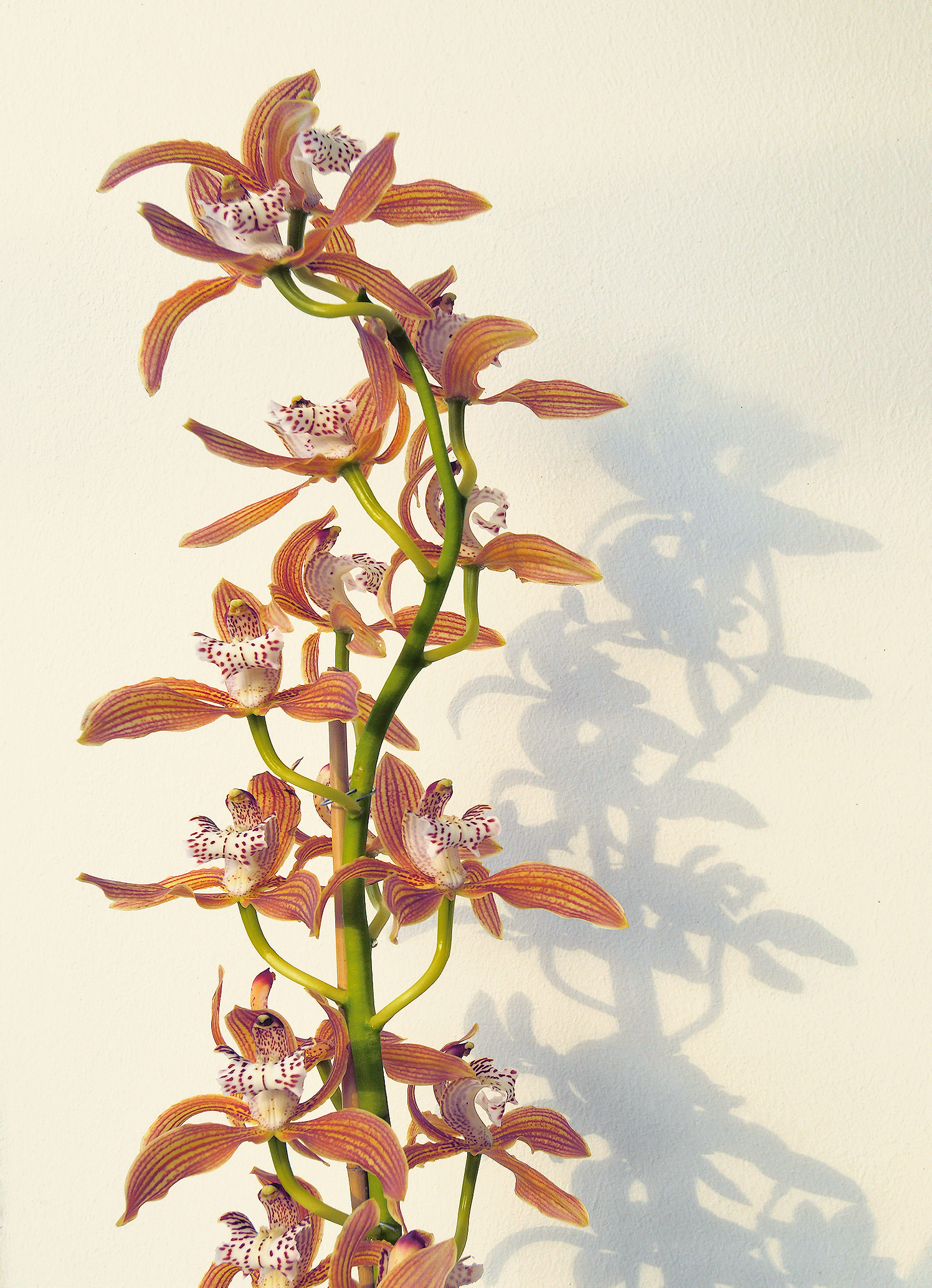
Cette orchidée Cymbidium "Doris" est un hybride de cymbidium insigne et cymbidium tracyanum.